# (2498) Tsesevich
(2498) Tsesevich es un asteroide perteneciente al cinturón de asteroides, descubierto el 23 de agosto de 1977 por Nikolái Stepánovich Chernyj desde el Observatorio Astrofísico de Crimea (República de Crimea).

## Designación y nombre
Designado provisionalmente como 1977 QM3. Fue nombrado Tsesevich en honor al astrónomo soviético Vladímir Platónovich Tsesévich.